# 錫德拉灣

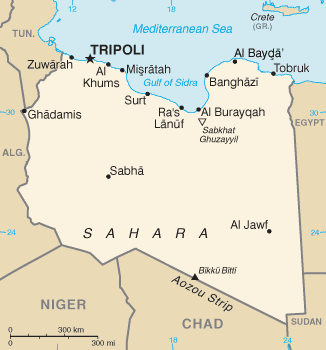
苏尔特湾位置图

苏尔特湾（阿拉伯语：‎），又译作锡德拉湾、雪特拉灣、苏尔特湾，是利比亚以北地中海的一个海湾，东起利比亚的第二大城市班加西，西至米苏拉塔，长443公里，深入陆地达100海里。苏尔特位于该海湾沿岸。捕捉鲔鱼是该区主要的商业活动。

## 历史事件
锡德拉湾是二戰时期地中海戰役的戰場，英國皇家海軍護衛艦隊對上義大利皇家海軍護衛艦隊，第一次錫德拉灣戰役中義大利皇家海軍以零傷亡打傷了英國2艘驅逐艦（1941年）、在1942年第二次錫德拉灣戰役中義大利再次以零傷亡打傷了英國3艘輕巡洋艦、驅逐艦和癱瘓2艘驅逐艦，義大利艦隊只有1艘戰列艦（利托里奧）輕微受損，而英國艦隊人員有39人死亡，使意大利自1940年參戰以來，意大利艦隊重新掌握制海權直到1942年11月美軍在法屬北非登陸。

## 领土纠纷
1969年9月1日，卡扎菲发动政变，推翻了伊德里斯王朝。上台不久，卡扎菲宣布收回美国在利比亚的惠勒斯空军基地，驱逐美国驻军，并在军事和外交上实行亲苏政策，美国对利比亚的这种行为异常恼怒。1973年10月9日，卡扎菲对外宣称，锡德拉湾是利比亚的内海，他国舰船和飞机未经允许不得进入该领域。在这之前，美国海军第六舰队经常在这里进行演习。对于利比亚的主权要求，美国等国不予承认，只承认利比亚海岸线外的12海里以内的水域为其领海，并表示会继续派舰队前往锡德拉湾演习，然而当时处于冷战战略守势的美国并不希望与利比亚发生冲突，所以实际上美国海军极少进入锡德拉湾。
虽然利比亚在锡德拉湾对别国划定了“死亡线”，但是苏联军舰却可以在锡德拉湾自由进出，这更激怒了美方。1981年1月20日，伊朗人质危机导致吉米·卡特连选失败，推行强硬政策的罗纳德·里根就任美国新一任总统。1981年8月17日，美国海军舰队驶入锡德拉湾，并宣称将在锡德拉湾“公海区域”进行例行军事演习。两天后的8月19日，发生第一次锡德拉湾事件，利比亚空军对美国巡逻战机发射导弹，但是没有击中目标，反倒被美军击落两架飞机。